# 十和田地域広域事務組合
十和田地域広域事務組合（とわだちいきこういきじむくみあい）は、青森県十和田市、おいらせ町、五戸町、六戸町、新郷村の1市3町1村で構成する一部事務組合。

## 共同事務
- 消防に関する事務（消防団に関する事務を除く）
- 液化石油ガス設備工事の届出の受理に関する事務
- 学校給食に関する事務
- 一般廃棄物処理施設の整備及び管理運営
- 一般廃棄物の収集、運搬及び処理に関する事務
- 一般廃棄物処理業の許可に関する事務
- 火葬場の設置及び管理運営に関する事務（十和田地域広域斎苑）

## 沿革
- 1972年（昭和47年）9月1日 - 十和田地区消防事務組合（十和田市、十和田湖町、六戸町）が発足する。
- 1998年（平成10年）4月1日 - 十和田地域広域事務組合に名称変更。学校給食に関する事務（十和田市、六戸町）の共同処理を開始する。
- 2000年（平成12年）
  - 3月31日 - 十和田地区清掃事務組合が解散する。十和田地域広域事務組合に事務継承する。
  - 4月1日 - 清掃事務の共同処理（十和田市、十和田湖町、六戸町、下田町、五戸町、倉石村、新郷村）及び火葬事務の共同処理（十和田市、十和田湖町、六戸町、下田町）を開始する。
- 2004年（平成16年）7月1日 - 五戸町が倉石村を編入合併する。
- 2005年（平成17年）1月1日 - 十和田市と十和田湖町の新設合併に伴い、十和田市が十和田地域広域事務組合に加入する。
- 2006年（平成18年）3月1日 - 下田町と百石町の合併に伴い、おいらせ町が十和田地域広域事務組合に加入する。

## 職員
職員数合計 - 172人
- 一般行政職14人
- 消防職158人

2018年（平成30年）4月1日現在

## 常備消防
十和田地域広域事務組合消防本部（とわだちいきこういきじむくみあいしょうぼうほんぶ）は、十和田市、六戸町を管轄区域とする消防部局（消防本部）。

### 組織
- 消防長（消防監）
  - 消防次長（消防司令長）
    - 庶務課
    - 通報指令課
    - 予防課
    - 警防課
    - 十和田消防署
    - 十和田湖消防署
      - 湖畔出張所

    - 六戸消防署

### 所在地
- 消防本部・十和田消防署 - 〒034-0082 青森県十和田市西二番町7番10号
- 十和田湖消防署 - 〒034-0301 青森県十和田市大字奥瀬字小沢口70番地1
- 湖畔出張所 - 〒018-5501 青森県十和田市大字奥瀬字十和田湖畔休屋486番地
- 六戸消防署 - 〒039-2371 青森県上北郡六戸町大字犬落瀬字下久保174番地472